# Dance on Broadway
Dance on Broadway è un videogioco di ballo per Nintendo Wii sviluppato da Ubisoft. Nel gioco sono presenti 20 brani tratti da famosi musical di Broadway.

## Modalità di gioco
Per giocare bisogna selezionare un brano dall'elenco in ordine alfabetico. Fatto ciò, resta da scegliere un ballerino o una ballerina tra i quattro disponibili, e poi si comincia a ballare. Per ballare bisogna tenere il telecomando Wii nella mano destra e copiare i movimenti del/della ballerino/a scelto in precedenza, come se lui/lei fosse la tua immagine riflessa allo specchio. Inoltre nella parte bassa dello schermo scorreranno delle icone che illustreranno dei movimenti. Quando le icone arrivano sulla freccia, è il momento di eseguire quel movimento.

### Punteggio
In base alla scioltezza e alla correttezza dei movimenti, per ogni mossa verrà dato un giudizio: Bene (movimento perfetto), OK (movimento giusto, ma non perfetto) o X (movimento sbagliato o assente). Più Bene e OK si ricevono di fila, più aumenterà il punteggio ad ogni mossa (combo); ricevendo una X, il combo si azzera. Alla fine il punteggio verrà dato in base alla tua bravura nell'eseguire i movimenti: i punti vanno da 0 ad un massimo di 50 000 (e oltre) nei brani con più movimenti da fare. Il punteggio record di ogni brano verrà visualizzato sotto di esso nel menu di scelta del brano.

## Brani
- All that jazz - Chicago
- Aquarius/Let the sunshine in - Hair
- Bend & snap - Legally Blonde
- Cabaret - Cabaret
- Dreamgirls - Dreamgirls
- Fame - Fame
- Good Morning Baltimore - Hairspray
- I Just can't wait to be king - Lion King
- Little Shop of Horrors - Little Shop of Horrors
- Luck be a Lady - Guys and Dolls
- Lullaby of Broadway - 42nd Street
- Money, money - Cabaret
- My favorite things - Sound of Music
- One night only - Dreamgirls
- Roxie - Chicago
- Supercalifragilisticexpialidocious - Mary Poppins
- Time warp - Rocky Horror Pictures Show
- We're in the money - 42nd Street
- What you want - Legally Blonde
- You Can't Stop the Beat - Hairspray